# Hololeprus sammichelii
Hololeprus sammichelii là một loài bọ cánh cứng trong họ Cerambycidae.